# Palazzo Gessi

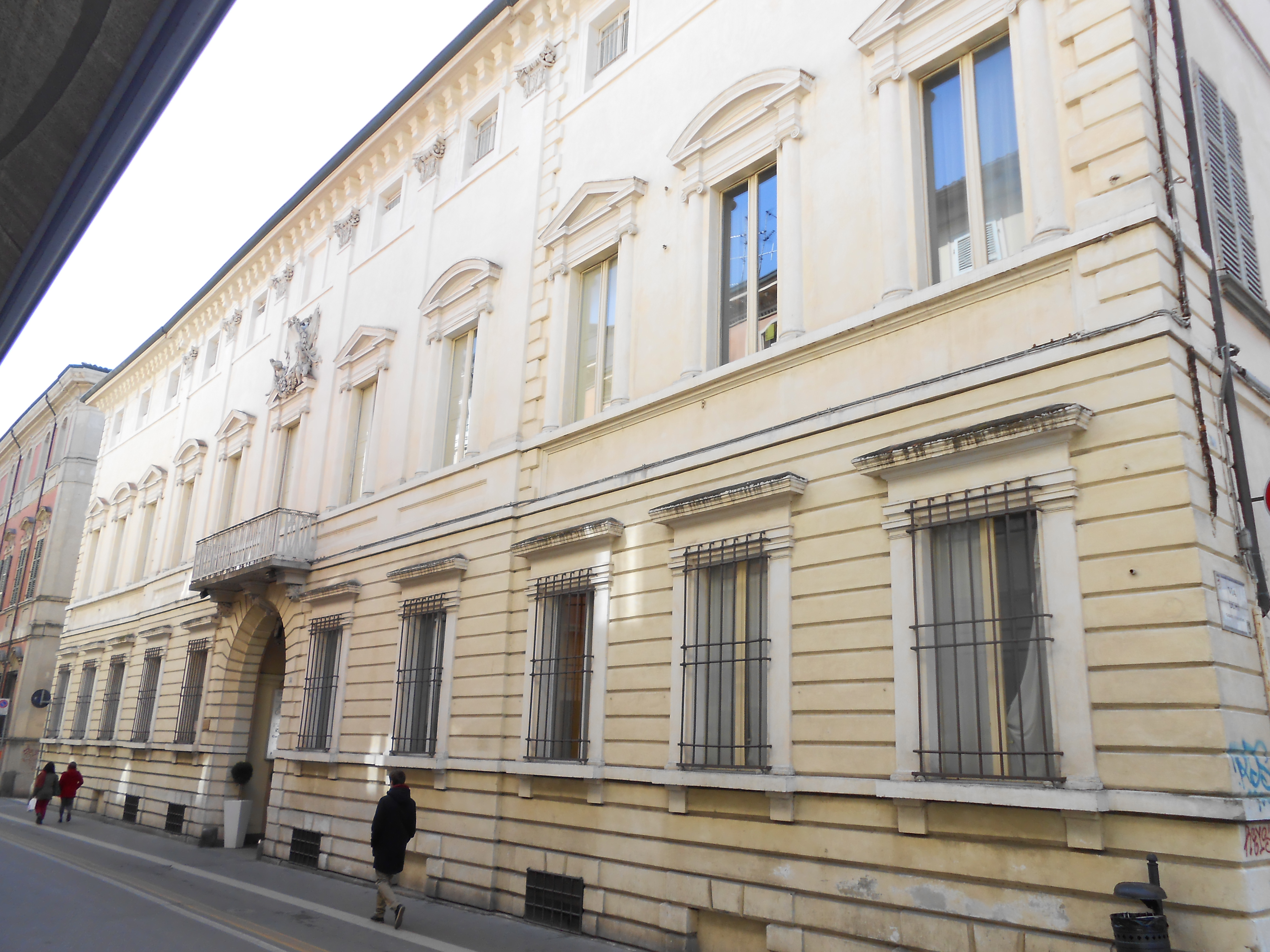
Hauptfassade des Palazzo Gessi in Faenza

Der Palazzo Gessi ist ein Palast aus dem Ende des 18. Jahrhunderts in Faenza in der italienischen Region Emilia-Romagna. Er liegt am Corso Mazzini an der Ecke zur Via Zanelli.

## Geschichte
Der verschwenderische Palast der Grafen Gessi wurde 1786 anlässlich der Hochzeit von Graf Tommaso Gessi und der Adligen Giudetta Bertoni errichtet.
1813, anlässlich der Hochzeit von Graf Antonio Gessi und der Markgräfin Laura Amorini Bolognini aus Bologna wurden die Räumlichkeiten im ersten Obergeschoss größtenteils von Felice Giani dekoriert, der mit den beiden Wandszenen im Balkonsaal eines seiner bedeutendsten Werke schuf. Im selben Jahr war Papst Pius VII. bei der Rückkehr aus seinem Exil hier zu Gast. Im Jahre 1815 bewirteten die Gessis König Karl IV. von Spanien und seine Familie.
In den folgenden Jahren führte Pietro Tomba Eingriffe an dem Palast durch; er schuf im Seitenflügel zur Via Zanelli ein bewundernswertes elliptisches Kabinett, das von Romolo Liveriani und seinem Bruder Antonio dekoriert wurde.
In den Sälen des Erdgeschosses stellte der Graf Baldassare Gessi, ein Naturalist, in einer Art kleinem Museum seine Sammlungen von Mineralien und Schnecken zusammen, einige davon aus dem Orient.
Antonietta Gessi, die Tochter von Tommaso Gessi und letzte Familienangehörige, die in dem Palast lebte, starb dort 1946.
Schlimm war der Verkauf des Palastes in den Jahren 1962/1963 durch die Erben der Gessis an eine Immobiliengesellschaft, die das ganze Viertel um den Palast vollständig abreißen wollte, um dort Wohnhäuser zu errichten. Die örtliche Abteilung der Italia Nostra verhinderte den vollständigen Abriss und erzwang eine Größenänderung des Projektes.

## Familie

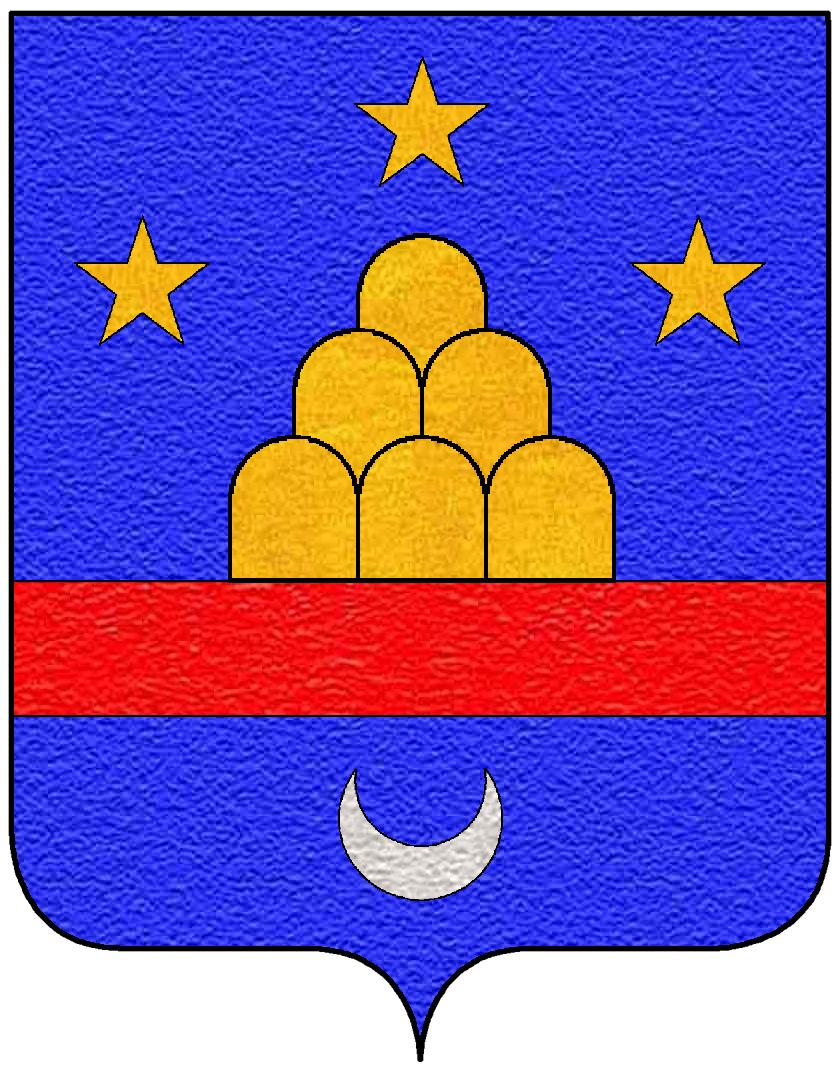
Wappen der Familie der Grafen Gessi

Die geschichtliche Überlieferung besagt, dass die Familie Gessi, die aus Rom stammte, sich im 14. Jahrhundert in Faenza niederließ. Von der Abbautätigkeit von Gips (it.: Gesso) in den Höhlen des Lamonetals leitet sich der Familienname ab.
Die Familie erwarb über die Jahrhunderte Reichtum und Ansehen, sodass 1725 ein Gessi vom vorletzten Herzog von Parma, Francesco Farnese, den Grafentitel erhielt.
1745 meldete sich Baldassare Senior, der Sohn von Domenico Gessi, freiwillig zum Regiment Colloredo, das zum österreichischen Heer gehörte, und fiel 1758, nachdem er zum Kapitän befördert worden war, während des Siebenjährigen Krieges im Felde. Der letzte männliche Nachkomme dieser Familie war der Senator Tommaso Gessi (1844–1913), gewählter Abgeordneter in der 13. und 14. Legislaturperiode, im Jahre 1908 zum Senator ernannt und Verfechter des Bahnanschlusses von Faenza nach Florenz, der Ferrovia Faentina.
Der Familie gehörten auch die Villa Gessi in Sarna, ein Landhaus in Felisio und die Villa di San Lazzaro in Imola, die sie von den Grafen Troni geerbt hatten.

## Beschreibung
Der Palast wurde unter der Leitung des Architekten Giuseppe Pistocchi, als Zeugnis höchster architektonischer Kunst im klassizistischen Stil in Faenza erbaut.
Die endgültige Gestaltung der Fassade, die durch einen leichten Überhang des Mittelteils gekennzeichnet ist und zu den bedeutendsten Architekturbeispielen am Corso Mazzini zählt, ist höchstwahrscheinlich vom Geschmack des Auftraggebers beeinflusst. Der Erdgeschossteil der Fassade ist mit einem glatten und fortgesetzten Bossenwerk verziert, das auch die gerahmten Fenster und die Eingangstüre einschließt. Das Piano nobile, im Mittelteil eingerahmt von sechs Lisenen, deren Kapitelle eine skurrile Symbiose aus Füllhorn und korinthischen Kapitellen sind, ist durch Fenster gekennzeichnet, die mit Tympana und kleinen Säulen gerahmt sind. Die mittlere Fenstertüre, über der eine imposante, wappenhaltende Trophäe von ‚‘Antonio Trentanove‘‘ (der auch die Herkulesstatue auf der Treppe schuf) angebracht ist, führt auf den Balkon hinaus, der von einem Löwenkopf gestützt wird.
In der Nachkriegszeit, nach der Veräußerung des Palastes, der zum Abriss der Seitenflügel und zum Verlust der Arbeiten von Pietro Tomba und der Ausschmückungen von Romolo Liverani führte, wurden die hölzerne Eingangstür und das schön ausgearbeitete, schmiedeeiserne Tor mit der Krone darüber entfernt, der Innenhof und seine Kulissen abgerissen, die Seitenfassaden und Innenräume des Palastes mit modernen Fenstern versehen und gleichzeitig alle Bögen und die Fenster an der rückwärtigen Fassade des Palastes geschlossen.
Im ersten Obergeschoss wurden die Fresken von Felice Giani teilweise abgelöst und erst kürzlich wurden sie teilweise wieder angebracht, wogegen die Paneele von ‚‘Giovan Battista Ballanti Grazani‘‘, die aus den Sälen entfernt und in einem Raum im Erdgeschoss eingelagert worden waren, bald darauf gestohlen wurden.

## Galeriebilder

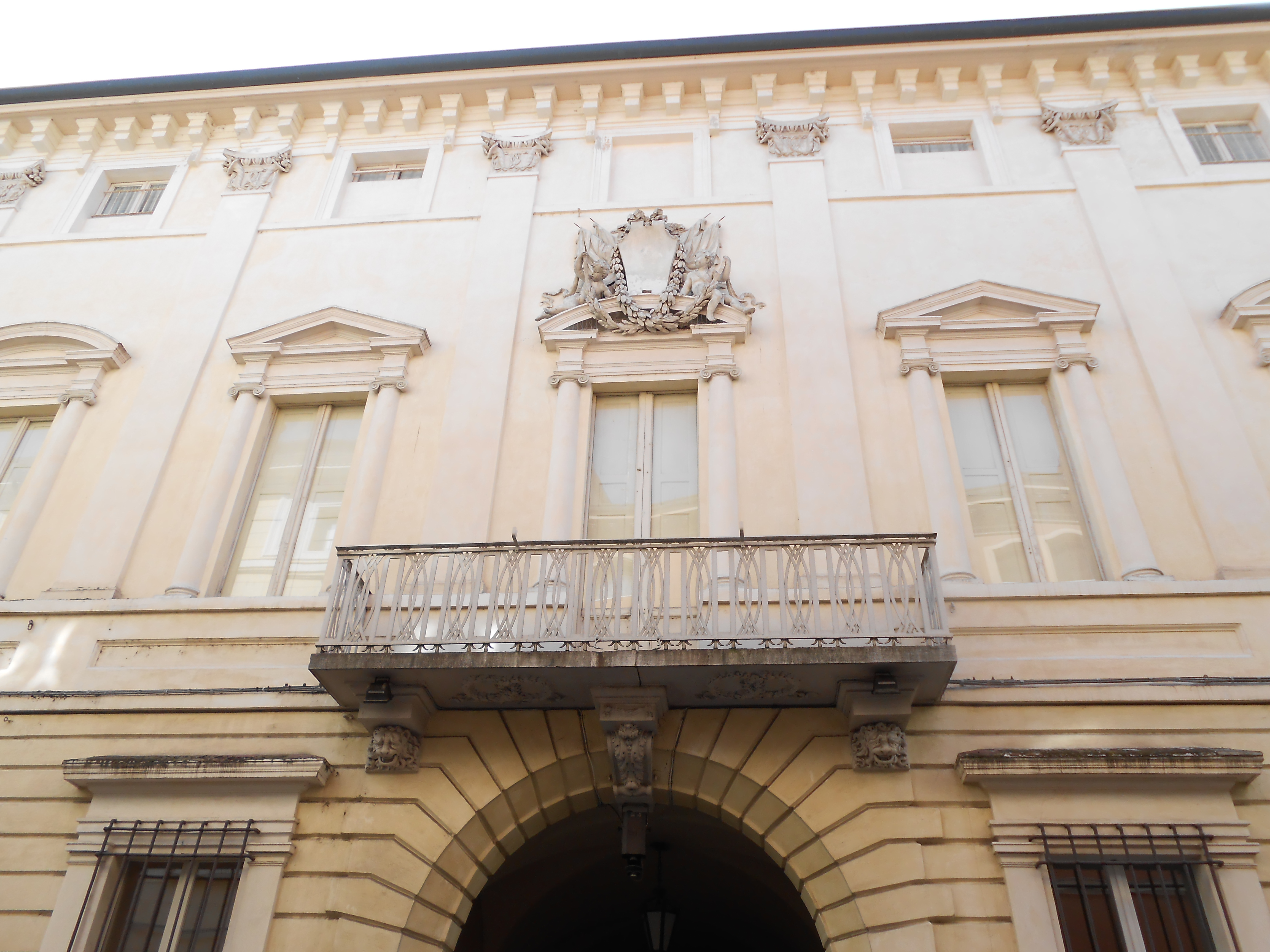
Balkon des Palazzo Gessi
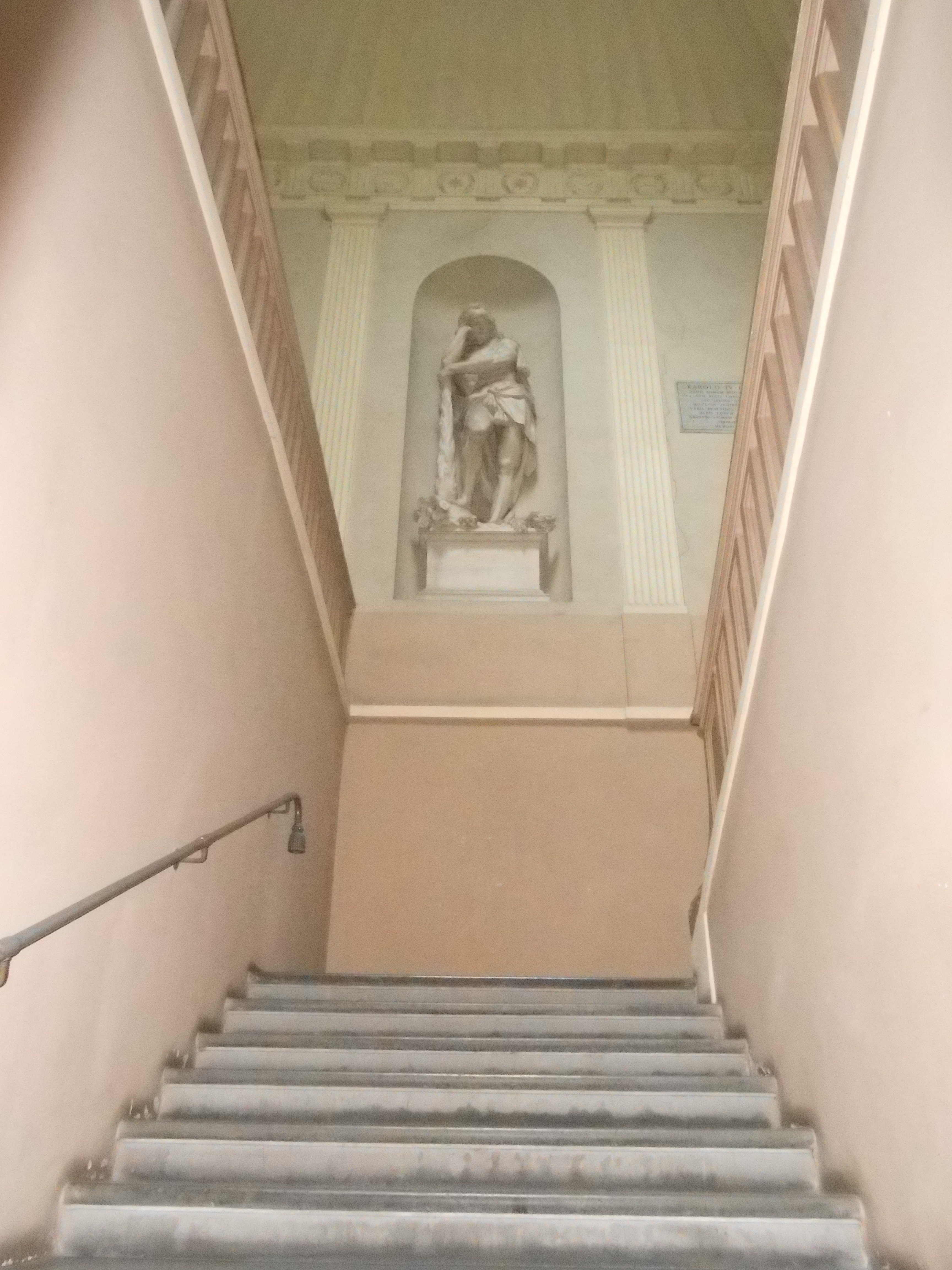
Treppe des Palazzo Gessi